# Campeonato Russo de Futebol de 1993
O Campeonato Russo de Futebol de 1993 foi o segundo torneio desta competição. Participaram dezoito equipes. O campeão se classifica para a Liga dos Campeões da UEFA de 1994-95. O vice, o terceiro e o quarto colocados se classificam para a Copa da UEFA de 1994-95. Cinco são rebaixados e três são promovidos. Os clubes FC Fakel Voronej, FC Dynamo-Gazovik Tiumen, FC Zenit São Petersburgo, FC Kuban Krasnodar e FC Shinnik Iaroslavl foram rebaixados na temporada passada.

## Participantes
| Equipe                       | Cidade            | Região                   | No ano anterior                                                                 | Estádio                        | Capacidade | Títulos        | Participações |
| ---------------------------- | ----------------- | ------------------------ | ------------------------------------------------------------------------------- | ------------------------------ | ---------- | -------------- | ------------- |
| PFC CSKA Moscovo             | Khamovniki        | Moscovo                  | Quinto Lugar                                                                    | Estádio Lujniki                | 81.000     | 0 (não possui) | 2             |
| Spartak Moscovo              | Presnensky        | Moscovo                  | Campeão                                                                         | Estádio Lujniki                | 81.000     | 1 (1992)       | 2             |
| Torpedo Moscovo              | Danilovsky        | Moscovo                  | Décimo Primeiro Lugar                                                           | Estádio Eduard Streltsov       | 13.200     | 0 (não possui) | 2             |
| Dínamo Moscovo               | Aeroport          | Moscovo                  | Terceiro Lugar                                                                  | Estádio Dínamo de Moscou       | 36.540     | 0 (não possui) | 2             |
| FC Spartak Vladikavkaz       | Vladikavkaz       | Ossétia do Norte-Alânia  | Vice Campeão                                                                    | Estádio Republicano do Spartak | 32.464     | 0 (não possui) | 2             |
| Lokomotiv Moscovo            | Preobrazhenskoye  | Moscovo                  | Quarto Lugar                                                                    | Estádio Lokomotiv de Moscou    | 30.000     | 0 (não possui) | 2             |
| FC Rotor Volgogrado          | Volgogrado        | Oblast de Volgogrado     | Décimo Segundo Lugar                                                            | Estádio Central                | 32.120     | 0 (não possui) | 2             |
| FC Uralmash Yekaterinburg    | Ecaterimburgo     | Oblast de Sverdlovsk     | Nono Lugar                                                                      | Estádio Central                | 30.000     | 0 (não possui) | 2             |
| FC Rostselmash Rostov do Don | Rostov do Don     | Oblast de Rostov         | Oitavo Lugar                                                                    | Estádio Rostselmash            | 15.840     | 0 (não possui) | 2             |
| FC Lokomotiv Níjni Novgorod  | Níjni Novgorod    | Oblast de Níjni Novgorod | Sexto Lugar                                                                     | Estádio Lokomotiv              | 17.856     | 0 (não possui) | 2             |
| FC Tekstilshchik Kamyshin    | Kamyshin          | Oblast de Volgogrado     | Décimo Lugar                                                                    | Estádio Tekstilshchik          | 7.500      | 0 (não possui) | 2             |
| FC Dinamo Stavropol          | Stavropol         | Krai de Stavropol        | Décimo Quinto Lugar                                                             | Estádio Dínamo                 | 15.589     | 0 (não possui) | 2             |
| Asmaral Moscovo              | Presnensky        | Moscovo                  | Sétimo Lugar                                                                    | Estádio Salyut                 | 12.000     | 0 (não possui) | 2             |
| FC Krilia Sovetov Samara     | Samara            | Oblast de Samara         | Décimo Quarto Lugar                                                             | Estádio Metallurg              | 33.320     | 0 (não possui) | 2             |
| FC Okean Nakhodka            | Nakhodka          | Krai do Litoral          | Décimo Quinto Lugar                                                             | Estádio Vodnik                 | 10.000     | 0 (não possui) | 2             |
| FC KAMAZ Naberejnye Chelny   | Naberejnye Chelny | Tartaristão              | Campeão do Campeonato Russo de Futebol de 1992 - Segunda Divisão (Zona Central) | Estádio KAMAZ                  | 10.000     | 0 (não possui) | 1             |
| FC Jemtchujina               | Sóchi             | Krai de Krasnodar        | Campeão do Campeonato Russo de Futebol de 1992 - Segunda Divisão (Zona Oeste)   | Estádio Central de Sóchi       | 12.500     | 0 (não possui) | 1             |
| FC Luch Vladivostok          | Vladivostok       | Krai do Litoral          | Campeão do Campeonato Russo de Futebol de 1992 - Segunda Divisão (Zona Leste)   | Estádio Dínamo                 | 10.500     | 0 (não possui) | 1             |

## Regulamento
O campeonato foi disputado no sistema de pontos corridos em turno e returno em gripo único. Ao final da primeira fase, dois são rebaixados diretamente para o Campeonato Russo de Futebol de 1994 - Segunda Divisão, enquanto que os outros três últimos subsequentes na tabela vão para um Torneio de Promoção com os três campeões do Campeonato Russo de Futebol de 1993 - Segunda Divisão. Ao final, três são promovidos e mais três são rebaixados.

## Primeira Fase
Spartak Moscovo foi o campeão, foi classificado para a Liga dos Campeões da UEFA de 1994-95.
Rotor, Dínamo de Moscovo e Tekstilshchik foram classificados para a Copa da UEFA de 1994-95.
Rostselmash Rostov do Don e Asmaral foram rebaixados para o Campeonato Russo de Futebol de 1994 - Segunda Divisão.
Okean, Krilia Sovetov e Luch foram encaminhados para o Torneio de Promoção.

## Campeão
| Campeão Russo de 1993     |
| ------------------------- |
| Spartak Moscovo 2° Título |

## Torneio de Promoção
| Equipe                      | Cidade      | Região            | No ano anterior                                                                 | Estádio           | Capacidade | Títulos        | Participações |
| --------------------------- | ----------- | ----------------- | ------------------------------------------------------------------------------- | ----------------- | ---------- | -------------- | ------------- |
| FC Luch Vladivostok         | Vladivostok | Krai do Litoral   | Décimo Quinto Lugar                                                             | Estádio Dínamo    | 10.500     | 0 (não possui) | 1             |
| FC Krilia Sovetov Samara    | Samara      | Oblast de Samara  | Décimo Quarto Lugar                                                             | Estádio Metallurg | 33.320     | 0 (não possui) | 1             |
| FC Okean Nakhodka           | Nakhodka    | Krai do Litoral   | Décimo Sexto Lugar                                                              | Estádio Vodnik    | 10.000     | 0 (não possui) | 1             |
| FC Dynamo-Gazovik Tiumen    | Tiumen      | Oblast de Tiumen  | Campeão do Campeonato Russo de Futebol de 1993 - Segunda Divisão (Zona Leste)   | Estádio Geolog    | 13.057     | 0 (não possui) | 1             |
| FC Chernomorets Novorossisk | Novorossisk | Krai de Krasnodar | Campeão do Campeonato Russo de Futebol de 1993 - Segunda Divisão (Zona Oeste)   | Estádio Trud      | 12.500     | 0 (não possui) | 1             |
| FC Lada Togliatti           | Togliatti   | Oblast de Samara  | Campeão do Campeonato Russo de Futebol de 1993 - Segunda Divisão (Zona Central) | Estádio Torpedo   | 18.000     | 0 (não possui) | 1             |

Krilia, Lada e Dínamo-Gazovik foram promovidos; Chernomorets, Okean e Luch foram rebaixados.

## Campeão
| Campeão do Torneio de Promoção     |
| ---------------------------------- |
| FC Krilia Sovetov Samara 1° Título |